# Isar-kapu
Az Isar-kapu (ejtsd: Izár) az Isar folyó irányában épült középkori kapu Münchenben, Bajorország fővárosában. A München erődrendszerébe illeszkedő kaput Bajor Lajos emeltette, a város területének kibővítése után. 1337-ben végezték a külső-város erődítési munkálatait. 1833-ban Friedrich von Gärtnert bízták meg a kapu restaurálásával. E munkálatok során -1935-ben - Bernhard Neher a főtorony külső oldalát freskóval látta el. A festmény Bajor Lajost ábrázolja, amint a Habsburgok ellen győztes mühldorfi csata után bevonult a városba. Az Isar-kaput 1972-ben lengyel szakemberek restaurálták. Az Isar-kapu ad otthont a Valentin-múzeumnak.